# Жаркович, Видое
Видое Жаркович (черног. Видоје Жарковић; 10 июня 1927, дер. Недайно, Плужине, Королевство сербов, хорватов и словенцев — 29 сентября 2000, Белград, Союзная Республика Югославия) — югославский черногорский государственный деятель, председатель президиума ЦК Союза коммунистов Югославии (1985—1986).

## Биография
Родился в семье участника 1-й и 2-й мировых войн и сестры национального героя Югославии Радое Дакича. С 6 лет работал пастухом, одновременно учился в начальной школе. С 1927 года учился в средней школе в Плевле. Будучи отличником, получал государственную стипендию. В 1941 году окончил неполную среднюю школу, дальнейшее образование было прервано оккупацией Королевства Югославия. Вместе со всеми членами семьи (включая дядьёв и двоюродных родственников) принимал активное участие в национально-освободительной войне с июля 1941 года (был одним из самых молодых партизан, воевал в рядах Горно-Пивского полевого батальона, Дурмиторском партизанском отряде, 4-й черногорской пролетарской, 9-й и 7-й черногорской бригадах, 2-й Пролетарская дивизии, 2-м ударном корпусе Народно-освободительной армии Югославии (НОАЮ)). Участник восстания 13 июля. С сентября 1941 член Союза коммунистической молодёжи, с 1943 года член коммунистической партии. В 1944 году вошел в состав руководства Объединенного союза антифашистской молодежи Черногории. В конце того же года отказался от возможности поехать в Советский Союз для получения образования. Участвовал в заключительных операциях по освобождению Черногории, Боснии и Герцеговины, Хорватии и Словении. Закончил войну в звании майора.
После окончания войны служил в ВМС Югославии, был начальником гарнизона Дубровника. Окончил Высшую партийную школу (1952), Высшую военно-морскую академию ЮНА (1958), Высшую школу политических наук в Белграде (1963), также учился на юридическом факультете Белградского университета, но не закончил учебу. После службы в ВМФ перешёл в политическе управление ВМФ (член политотдела ВМФ Югославии, ответственный политработником ЮНА). Оставил действительную военную службу в 1965 году в чине контр-адмирала.
В 1965 году был кооптирован в ЦК Союза коммунистов Черногории, занимал должность секретаря ЦК СКЧ до 1967 года.
- 5 мая 1967 — 7 октября 1969 — председатель Исполнительного Вече (правительства) Черногории,
- 6 октября 1969 — 1 апреля 1974 — председатель Президиума Скупщины Социалистической Республики Черногория.
- С 29 июля 1971 по 15 мая 1984 член Президиума СФРЮ от Черногории (15 мая 1976 – 15 мая 1977 и 15 мая 1983 – 15 мая 1984 – заместитель председателя Президиума).
- В мае-октябре 1984 — председатель ЦК СКЧ.
- 25 июня 1985 — 28 июня 1986 — председатель президиума ЦК Союза коммунистов Югославии (член Исполнительного Веча СФРЮ и член Президиума СФРЮ по должности).
- С мая 1974 по май 1979 и с июня 1984 по январь 1989 — член Президиума ЦК СКЮ (подал в отставку после отставки политического руководства Черногории).

Дважды входил в Президиум СФРЮ: в 1971—1984 как представитель Черногории, в 1985—1986 как председатель ЦК СКЮ по должности.
Неоднократно избирался в состав Союзной скупщины СФРЮ, был членом союзного руководства Социалистического союза трудового народа Югославии в 1966-1968, член ЦК КПЮ в 1969-1989 годах.
Автор книг «По тропам свободы – воспоминания» (Подгорица, 2000), «Мой взгляд на Тито» (Подгорица, 2005).
В 2020 году в Недайно ему был поставлен памятник.